# Čukote
Čukote (Servisch cyrillisch Чукоте) is een plaats in de Servische gemeente Tutin. De plaats telt 136 inwoners (2002).